# セバスティアーノ・ルペルト
セバスティアーノ・ルペルト（Sebastiano Luperto ,  1996年9月6日 - ）は、イタリア・プッリャ州レッチェ県レッチェ出身のプロサッカー選手。セリエAのエンポリFCに所属している。ポジションはDF。

## 来歴
2007年にUSレッチェのユースチームに入団し、2012-13シーズンにトップチームに昇格。2013年8月23日にSSCナポリへの移籍が発表。2014-15シーズンに当時の監督ラファエル・ベニテスに見出され、セリエAデビュー。
2016年から2シーズンはFCプロ・ヴェルチェッリ、エンポリFCなどでプレーし、2018-19シーズンにナポリに復帰。しかし、カルロ・アンチェロッティの下でマリオ・ルイの控えにとどまり、12試合の出場にとどまった。
2023年7月1日、レンタル移籍で加入していたエンポリに完全移籍。

## 代表経歴
2014年から各ユース世代のイタリア代表に招集されている。